# Гутна (притока Грону)
Гутна (словац. Hutná) — річка, ліва притока річки Грону, протікає в окрузі Банська Бистриця.
Довжина — 15.4 км.
Витік знаходиться в масиві Поляна на висоті приблизно 1120 метрів.
Впадає у Грон біля села Лучатін.